# Moyra
Moyra ist ein weiblicher Vorname.

## Herkunft und Varianten
Der Name ist die irische und schottische Form von Moira.
Weitere Varianten sind Máire, Maura, Moira (irisch) und Moira (schottisch).
Irische Verkleinerungsformen sind Mairenn und Máirín. 

## Bekannte Namensträgerinnen
- Moyra Caldecott (1927–2015), britische Schriftstellerin
- Moyra Davey (* 1958), kanadische Fotografin, Mail-Art- und Videokünstlerin sowie Autorin